# Comuna Hlîpnivka, Zvenîhorodka
Hlîpnivka (în ucraineană Хлипнівка) este o comună în raionul Zvenîhorodka, regiunea Cerkasî, Ucraina, formată din satele Hlîpnivka (reședința) și Maidanivka.

## Demografie
Componența lingvistică a comunei Hlîpnivka
     Ucraineană (98,9%)
     Rusă (1,1%)
Conform recensământului din 2001, majoritatea populației comunei Hlîpnivka era vorbitoare de ucraineană (98,9%), existând în minoritate și vorbitori de rusă (1,1%).